# Heilig Hartbeeld (Geldrop)
Het Heilig Hartbeeld is een standbeeld in de Nederlandse plaats Geldrop.

## Achtergrond
Het neogotisch Heilig Hartbeeld was een geschenk aan de bevolking van burgemeester A.N. Fleskens (1874-1965), ter gelegenheid van zijn zilveren huwelijksjubileum in 1929. Het werd in augustus 1930 na een toespraak van de burgemeester onthuld en geïntroniseerd door pastoor Hansen. Het beeld werd geplaatst aan de Stationsstraat op de kruising met de Heggestraat. Het beeld werd in een grotere oplage gemaakt, identieke beelden (soms zonder kruisnimbus) staan in onder andere Kaatsheuvel, Riel, Schalkhaar en Waspik.

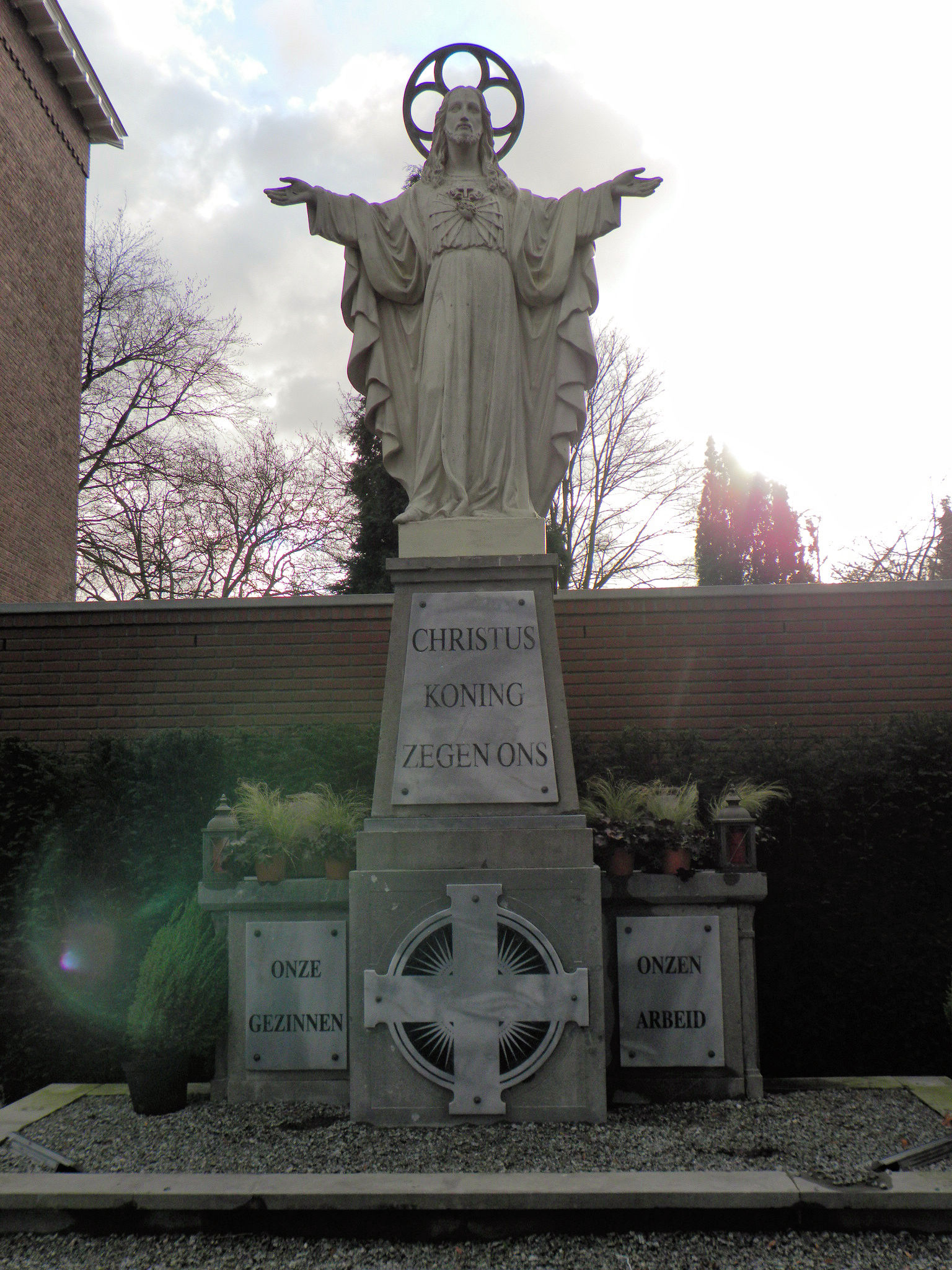

Rond 2005 waren er plannen voor nieuwbouw aan de Stationsstraat. De gemeente wilde het beeld verplaatsen naar een plek in de nabijheid van de Brigidakerk. Hierop kwamen felle protesten van omwonenden en onder anderen oud-Geldropenaar Dries van Agt. In 2009 werd het beeld toch verwijderd en in 2011, na een twee jaar durende restauratie, opnieuw onthuld door burgemeester Rianne Donders-de Leest. Het kreeg een nieuwe plaats tussen de voormalige Volksuniversiteit en het oude Broederhuis in de Stationsstraat. Het beeld is een gemeentelijk monument.

## Beschrijving
Het beeld is een blootsvoetse, staande Christusfiguur, naar het voorbeeld van het mozaïek Christus in majesteit in de Parijse Basilique du Sacré-Cœur. Hij is gekleed in een lang gewaad en houdt zijn armen wijd gespreid, in zijn handen toont hij de stigmata. Op zijn borst is te midden van een stralenkrans het vlammende Heilig Hart zichtbaar, omwonden door een doornenkroon en bekroond met een klein kruis.